# Пиньян (Вар)
Пинья́н (фр. Pignans) — коммуна на юго-востоке Франции в регионе Прованс — Альпы — Лазурный берег, департамент Вар, округ Бриньоль, кантон Ле-Люк.

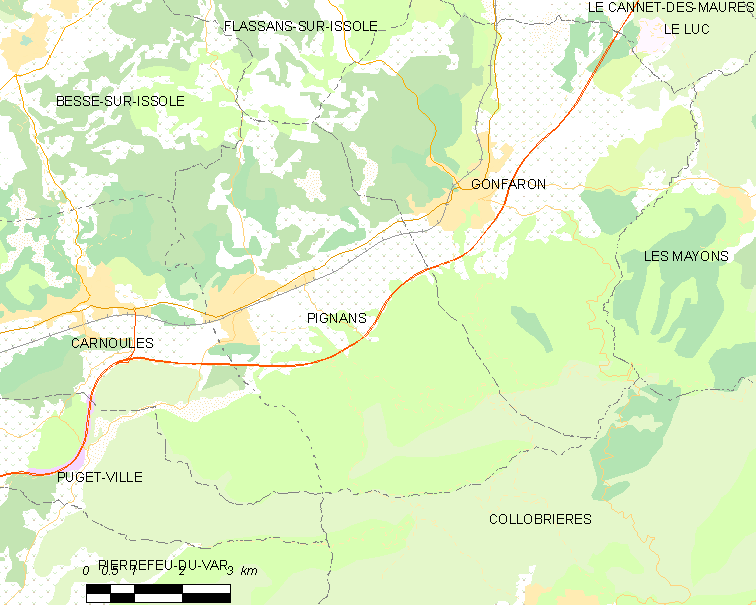
На карте

Площадь коммуны — 34,87 км², население — 3025 человек (2006) с выраженной тенденцией к росту: 3582 человека (2012), плотность населения — 103,0 чел/км².

## Население
Население коммуны в 2011 году составляло — 3476 человек, а в 2012 году — 3582 человека.
| 1962 | 1968 | 1975 | 1982 | 1990 | 1999 | 2004 | 2006 | 2009 | 2011 | 2012 |
| ---- | ---- | ---- | ---- | ---- | ---- | ---- | ---- | ---- | ---- | ---- |
| 1520 | 1792 | 1674 | 1789 | 2338 | 2598 | 2915 | 3025 | 3296 | 3476 | 3582 |

Динамика населения:

## Экономика
В 2010 году из 2039 человек трудоспособного возраста (от 15 до 64 лет) 1380 были экономически активными, 659 — неактивными (показатель активности 67,7 %, в 1999 году — 65,1 %). Из 1380 активных трудоспособных жителей работали 1181 человек (625 мужчин и 556 женщин), 199 числились безработными (96 мужчин и 103 женщины). Среди 659 трудоспособных неактивных граждан 146 были учениками либо студентами, 238 — пенсионерами, а ещё 275 — были неактивны в силу других причин.
На протяжении 2010 года в коммуне числилось 1436 облагаемых налогом домохозяйств, в которых проживало 3504,0 человека. При этом медиана доходов составила 18 тысяч 015 евро на одного налогоплательщика.

## Достопримечательности (фотогалерея)

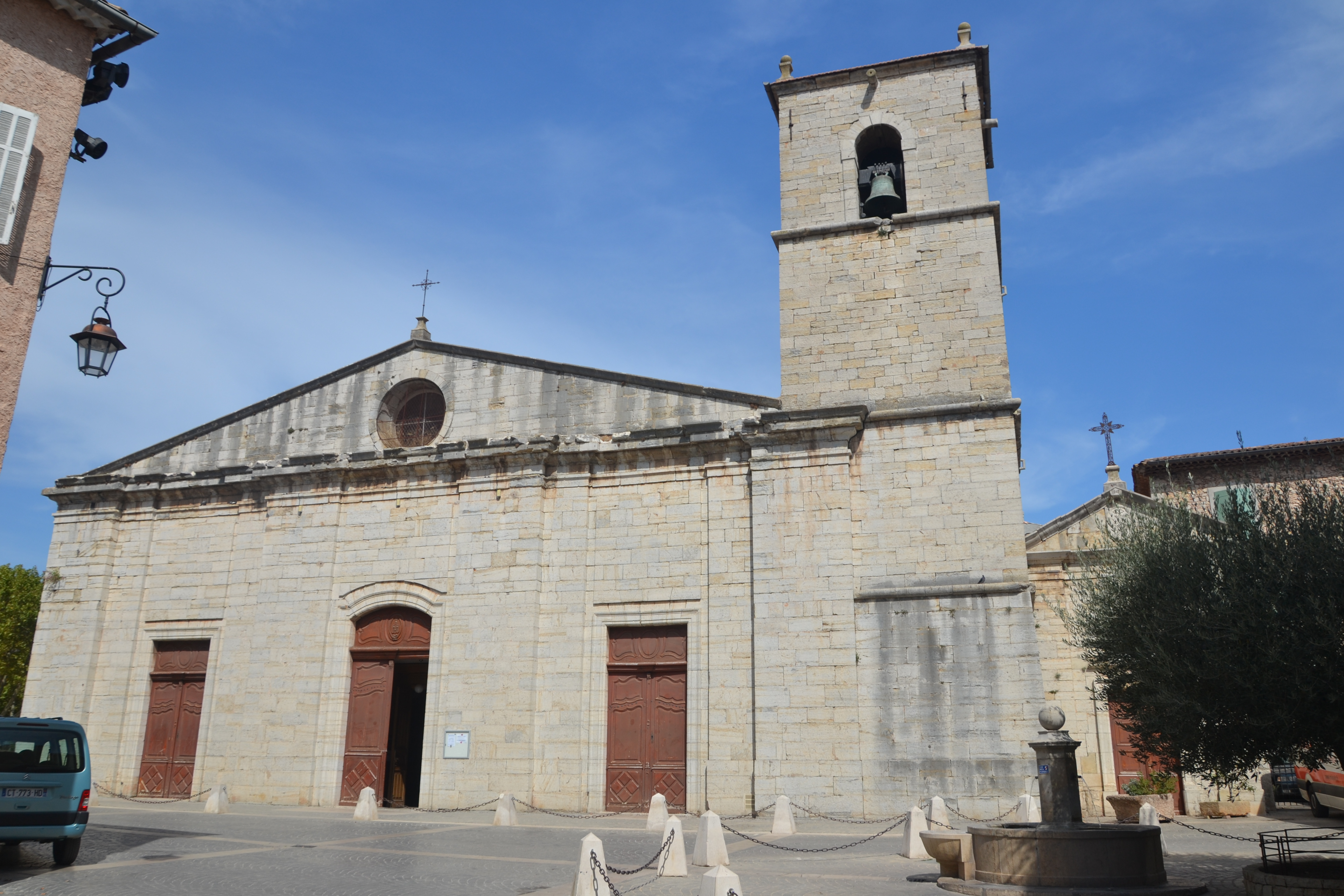
Фасад церкви
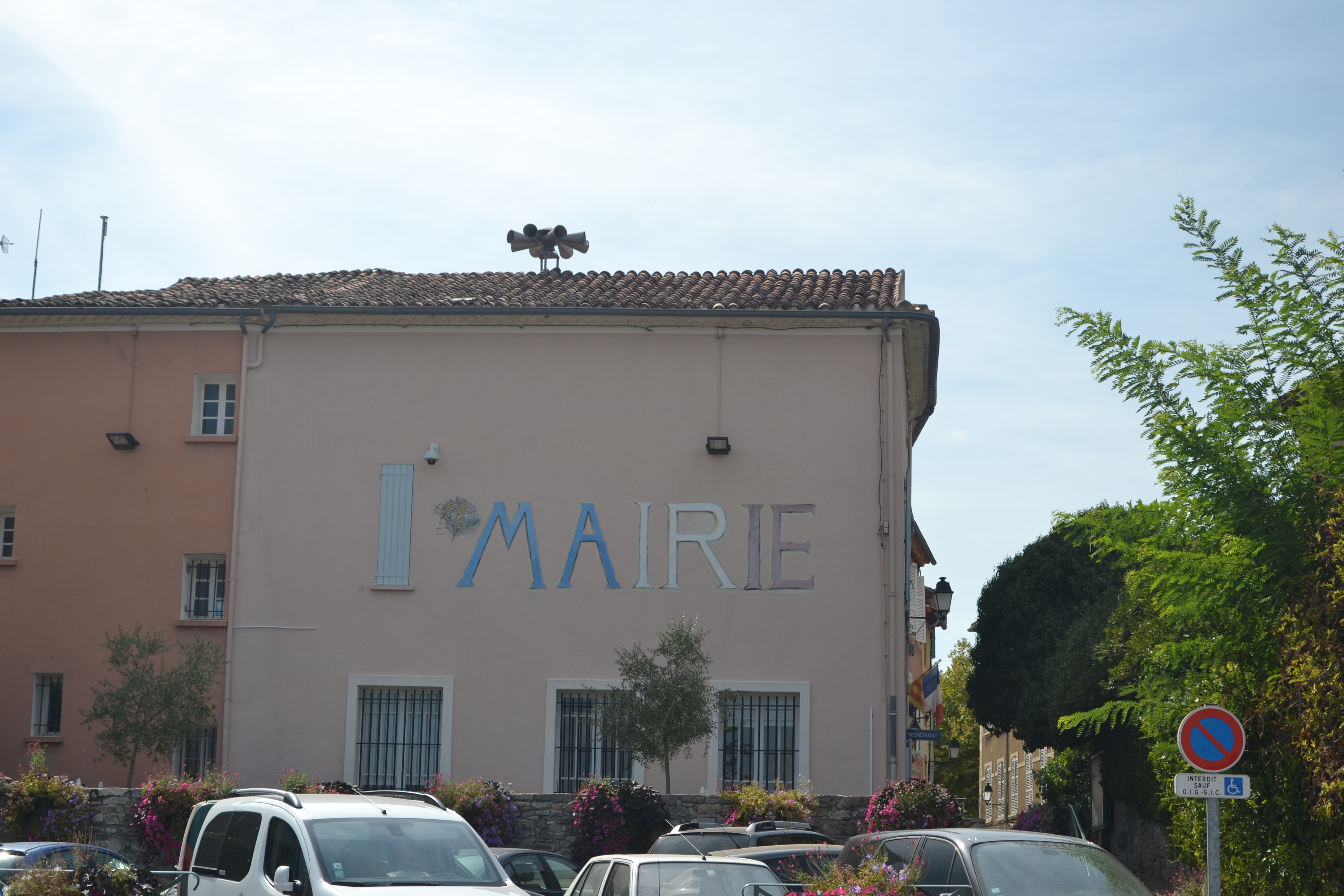
Здание мэрии